# La Hora (España)
La Hora fue una revista universitaria que existió en España durante la Dictadura franquista. A lo largo de su historia conoció varias épocas independientes, siendo editada durante algún tiempo por el Sindicato Español Universitario (SEU).

## Historia
La revista tuvo varias épocas. Su primer número apareció el 21 de diciembre de 1945; la que constituyó su primera etapa transcurrió entre 1945 y 1947, siendo editada por el Colegio Mayor «Cisneros» de Madrid. Dejó de circular a finales de 1947 y en este paréntesis temporal fue sustituida por la revista Alférez, en la cual colaboraron muchos antiguos redactores de La Hora.
En noviembre de 1948 La Hora volvió a ser publicada; en esta segunda época, que transcurrió entre 1948 y 1950, fue editada por la jefatura nacional del Sindicato Español Universitario (SEU). De ideología falangista y aparecida bajo el subtítulo Semanario de los estudiantes españoles, se definió como una revista universitaria, anticapitalista y anticomunista. Publicó su último número el 10 de diciembre de 1950. Su línea editorial se vio continuada por la revista Alcalá.
Por la dirección de la revista pasaron Jaime Suárez y Miguel Ángel Castiella. Entre los colaboradores habituales de la revista se encuentran Marcelo Arroita-Jáuregui, Juan Velarde, Rodrigo Fernández-Carvajal, Ignacio Aldecoa, Antonio Castro Villacañas, Jaime Campmany, Enrique Cerdán Tato o Gaspar Gómez de la Serna. También destacaron las colaboraciones esporádicas de Juan Antonio Bardem, Luis G. Berlanga, Carmen Martín Gaite, Miguel Sánchez-Mazas o Carlos París.